# 2014年の地震
2014年の地震のリスト。マグニチュード6以上または大きな損害、死者の発生、その他特筆される地震をまとめる。注記がない限りUTCで表す。

## 過去10年間との比較
| マグニチュード | 2000 | 2001 | 2002 | 2003 | 2004 | 2005 | 2006 | 2007 | 2008 | 2009 | 2010 | 2011 | 2012 | 2013 | 2014 |
| -------------- | ---- | ---- | ---- | ---- | ---- | ---- | ---- | ---- | ---- | ---- | ---- | ---- | ---- | ---- | ---- |
| 8−9.9          | 1    | 1    | 0    | 1    | 2    | 1    | 2    | 4    | 0    | 1    | 1    | 1    | 2    | 2    | 1    |
| 7−7.9          | 14   | 15   | 13   | 14   | 14   | 10   | 9    | 14   | 12   | 16   | 21   | 19   | 15   | 17   | 11   |
| 6−6.9          | 146  | 121  | 127  | 140  | 141  | 140  | 142  | 178  | 168  | 144  | 151  | 204  | 129  | 124  | 144  |
| 5−5.9          | 1344 | 1224 | 1201 | 1203 | 1515 | 1693 | 1712 | 2074 | 1768 | 1896 | 1963 | 2271 | 1412 | 1402 | 1577 |
| 合計           | 1505 | 1361 | 1341 | 1358 | 1672 | 1844 | 1865 | 2270 | 1948 | 2057 | 2136 | 2495 | 1558 | 1545 | 1733 |

### 死傷者数
| ランク | 死者数          | 行方不明者数    | 負傷者数          | マグニチュード      | 場所                               | 深さ(km)            | 発生日 |
| ------ | --------------- | --------------- | ----------------- | ------------------- | ---------------------------------- | ------------------- | ------ |
| 1      | 617(8月8日まで) | 112(8月8日まで) | 3,143(8月8日まで) | 6.5 ML・6.1±0.07 Mw | 中国中国雲南省昭通市魯甸県竜頭山鎮 | ・10±1.8km (6.2 mi) | 8月8日 |

- 注: 死者10以上

### マグニチュード
| ランク | マグニチュード | 死者数 | 場所                     | 深さ(km) | 日付     |
| ------ | -------------- | ------ | ------------------------ | -------- | -------- |
| 1      | 8.2            | 6      | チリ・イキケ             | 20.1     | 4月1日   |
| 2      | 7.9            | 0      | アメリカ・アラスカ       | 107.5    | 6月23日  |
| 3      | 7.7            | 0      | チリ・イキケ             | 31.1     | 4月2日   |
| 4      | 7.6            | 0      | ソロモン諸島             | 29.3     | 4月12日  |
| 5      | 7.5            | 0      | パプアニューギニア       | 30.9     | 4月19日  |
| 6      | 7.4            | 0      | ソロモン諸島             | 35.0     | 4月13日  |
| 7      | 7.3            | 1      | ニカラグア               | 40.0     | 10月14日 |
| 8      | 7.2            | 0      | メキシコ・アカプルコ     | 24.0     | 4月18日  |
| 9      | 7.1            | 1      | パプアニューギニア       | 50.0     | 4月11日  |
| 9      | 7.1            | 0      | チリ・イースター島       | 10.0     | 10月8日  |
| 9      | 7.1            | 0      | フィジー                 | 434.4    | 11月1日  |
| 9      | 7.1            | 0      | インドネシア・モルッカ海 | 35.0     | 11月15日 |

- 注: マグニチュード7.0以上

## 各月の地震

### 1月
- マグニチュード6.5 バヌアツ・ポートビラ 1月1日 震源の深さ187.0 km (116.2 mi).[5]

- マグニチュード5.2 イラン・ラールの南29マイル 1月2日 震源の深さ8.0 km (5.0 mi).[6] 1人が死亡、30人が負傷 [7]

- マグニチュード6.4 プエルトリコ・アティージョの北35マイル 1月13日 震源の深さ 20.0 km (12.4 mi).[8]

- マグニチュード6.1 ニュージーランド・キャッスルポイントの北6マイル 1月20日 震源の深さ28.0 km (17.4 mi).[9]

- マグニチュード6.1 トンガ 1月21日 震源の深さ6.6 km (4.1 mi).[10]

- マグニチュード6.1 インドネシア中部ジャワ州Kroyaの南25マイル 1月25日 震源の深さ66.0 km (41.0 mi).[11]

- マグニチュード6.1 ギリシャ 1月26日 震源の深さ8 km (5.0 mi).[12]

### 2月
- マグニチュード6.1 サウスジョージア・サウスサンドウィッチ諸島 2月1日 震源の深さ131.1 km (81.5 mi).[13]

- マグニチュード6.5 ケルマディック諸島 2月2日 震源の深さ44.3 km (27.5 mi).[14]

- マグニチュード6.0 ギリシャ 2月3日 震源の深さ5 km (3.1 mi).[15]

- マグニチュード6.5 バヌアツ 2月7日 震源の深さ122.0 km (75.8 mi).[16]

- マグニチュード6.0 パプアニューギニア 2月9日 震源の深さ41.8 km (26.0 mi).[17]

- マグニチュード6.9 中国新疆ウイグル自治区ホータン市の東272km 2月12日 震源の深さ10.0 km (6.2 mi).[18]

- マグニチュード6.5 バルバドス 2月18日 震源の深さ16.9 km (10.5 mi).[19]

- マグニチュード6.1 アラスカ・フォー・マウンテンズ諸島 2月26日 震源の深さ264.7 km (164.5 mi).[20]

### 3月
- マグニチュード6.2 ニカラグア 3月2日 震源の深さ60 km (37 mi).[21]

- マグニチュード6.5 日本 3月2日 震源の深さ111.2 km (69.1 mi).[22]

- マグニチュード6.0 メキシコ 3月2日 震源の深さ20.5 km (12.7 mi).[23]

- マグニチュード6.3 バヌアツ 3月5日 震源の深さ636.8 km (395.7 mi).[24]

- マグニチュード6.8 北カリフォルニア 3月10日 震源の深さ16.6 km (10.3 mi).[25]

- マグニチュード6.4 サウスジョージア・サウスサンドウィッチ諸島 3月11日 震源の深さ10.0 km (6.2 mi).[26]

- マグニチュード6.1 パプアニューギニア 3月11日 震源の深さ10.0 km (6.2 mi).[27]

- マグニチュード6.3 日本・伊予灘 3月13日 震源の深さ79.0 km (49.1 mi).[28]

- マグニチュード6.1 ペルー 3月15日 震源の深さ15.0 km (9.3 mi).[29]

- マグニチュード6.3 ペルー 3月15日 震源の深さ9.8 km (6.1 mi).[30]

- マグニチュード6.7 チリ・イキケ沖 3月16日 震源の深さ20.0 km (12.4 mi).[31]

- マグニチュード6.2 チリ・イキケ沖 3月17日 震源の深さ17.0 km (10.6 mi) マグニチュード6.7の地震の余震[32]

- マグニチュード6.5 インド 3月21日 震源の深さ10.0 km (6.2 mi).[33]

- マグニチュード6.2 チリ・イキケ沖 3月22日 震源の深さ15.2 km (9.4 mi).[34]

- マグニチュード6.0 チリ・イキケ沖 3月23日 震源の深さ34.6 km (21.5 mi) おそらく前日の余震[35]

- マグニチュード6.5 フィジー 3月26日 震源の深さ493.1 km (306.4 mi).[36]

### 4月
- マグニチュード8.2 チリ・イキケ沖 4月1日 震源の深さ20.1 km (12.5 mi).[37] 死者6名、津波が発生[4]

- マグニチュード6.9 チリ・イキケ沖 4月1日 震源の深さ20.2 km (12.6 mi). [38]

- マグニチュード6.0 パナマ・Pedregal沖 4月2日 震源の深さ31.6 km (19.6 mi).[39]

- マグニチュード6.5 チリ・イキケ沖 4月3日 震源の深さ22.8 km (14.2 mi). [40]

- マグニチュード7.7 チリ・イキケの南 4月3日 震源の深さ31.1 km (19.3 mi). [41]

- マグニチュード6.2 チリ・イキケ沖 4月3日 震源の深さ24.3 km (15.1 mi). [42]

- マグニチュード6.1 チリ・イキケ沖 4月4日 震源の深さ20.0 km (12.4 mi).  [43]

- マグニチュード6.0 ソロモン諸島 4月4日 震源の深さ63.8 km (39.6 mi). [44]

- マグニチュード6.1 ニカラグア・Larreynaga 4月10日 震源の深さ13.0 km (8.1 mi). [45] 女性1名が地震発生時に心臓麻痺で死亡[46]

- マグニチュード6.0 チリ・イキケ沖 4月11日 震源の深さ17.5 km (10.9 mi). [47]

- マグニチュード7.1 パプアニューギニア 4月11日 震源の深さ50.0 km (31.1 mi). [48]

- マグニチュード6.5 パプアニューギニア 4月11日 震源の深さ39.4 km (24.5 mi). [49]

- マグニチュード6.6 ニカラグア 4月11日 震源の深さ138.6 km (86.1 mi). [50]

- マグニチュード6.1 パプアニューギニア 4月12日 震源の深さ35.0 km (21.7 mi). [51]

- マグニチュード7.6 ソロモン諸島 4月12日 震源の深さ29.3 km (18.2 mi). [52]

- マグニチュード7.4 ソロモン諸島 4月13日 震源の深さ35.0 km (21.7 mi). [53]

- マグニチュード6.9 ブーベ島 4月15日 震源の深さ11.7 km (7.3 mi).[54]

- マグニチュード 6.2 バレニー諸島 4月17日 震源の深さ17.5 km (10.9 mi).[55]

- マグニチュード 6.0 ソロモン諸島 4月18日  震源の深さ10.0 km (6.2 mi).[56]

- マグニチュード 7.2 メキシコ・ゲレーロ州 4月18日  震源の深さ24.0 km (14.9 mi)[57]一人が負傷、停電が発生[58]

- マグニチュード 6.6 パプアニューギニア 4月19日  震源の深さ24.4 km (15.2 mi).[59]

- マグニチュード 7.5 パプアニューギニア 4月19日  震源の深さ30.9 km (19.2 mi).[60]

- マグニチュード 6.1 パプアニューギニア 4月20日 震源の深さ18.1 km (11.2 mi).[61]

- マグニチュード 6.6 カナダ・ブリティッシュコロンビア州 4月23日 震源の深さ11.4 km (7.1 mi).[62]

- マグニチュード 6.2 トンガ 4月26日 震源の深さ39.4 km (24.5 mi).[63]

### 5月
- マグニチュード 6.8 サモトラキ島 5月24日 震源の深さ10 km (6.2 mi).[64]

### 8月
- マグニチュード 6.5 ML[1]・6.1±0.07 Mw[2] 中国中国雲南省昭通市魯甸県竜頭山鎮 8月3日 震源の深さ12km[1]・10±1.8km (6.2 mi)[2] 死者は8日まで、617人に達した、負傷者は少なくとも3,143人、行方不明者は112人に上っている。[3]

### 11月
- マグニチュード6.2 日本 長野県北部 11月22日 震源の深さ5 km (3.1 mi) 負傷者46名。[65][66]